# Fèlix Alabart
Fèlix Alabart i Vila (Barcelona, 30 de diciembre de 1930-Ibidem; 31 de diciembre de 2015) fue un espeleólogo y fotógrafo, socio del SES, del CEC, UEC de Sants y CEV. Fue pionero de la fotografía subterránea, la única que practicaba.

## Biografía

### Inicio (1948-1968)
Fèlix conoció la espeleología cuando en 1940 su padre lo llevó a la cueva de Santa Creu d'Olorda, en Sant Feliu de Llobregat. En 1948 empieza a dedicarse a la fotografía subterránea, junto a algunos amigos que le ayudaban a realizar las fotografías. En 1955 es fichado en el SES de Puigmal junto a Fernando Monreal por Emili Sabaté. En el SES exploró avencs y cuevas, sobre todo por el macizo del Garraf, donde empezó a formarse más profesionalmente como espeleólogo.
Su gran salto a la espeleología más profesional fue gracias a la operación Turolensis, en 1961, donde fue fichado por Josep Subils para documentar la expedición entera de las Grutas de Cristal de Molinos, años después realizó una proyección de diapositivas llamada Projecció Graderes 1961. A partir de ese año sus fotografías empezaron a ser portadas en revistas espeleológicas como las del Espeleo Club de Gracia.
Al terminar la Operación Turolensis empezó a recorrer las cuevas de todo el país en la Operación España O.G. 68, alrededor de Burgos, donde pasó 15 días dentro de la cueva de Ojo de Guareña y donde encontró varias pinturas rupestres que eran desconocidas.

### 1968-1988
A inicios de la década de 1970 mejoró sus resultados fotográficos gracias a la implementación de nuevas herramientas creadas por él mismo, como el Flash Felix que inventó en 1967 y mejoró en 1970, y que funcionaba usando desde una bombilla hasta con diecinueve, fue construido por Roger Sitgá, un amigo de Fèlix. También inventó un visor eléctrico que emitía un haz de luz rectangular cubriendo el ángulo de lo que la cámara captaba en la película.

### Últimos años (1988-2008)
En 1991 recibió la medalla de "Forjadors de la Història Esportiva de Catalunya", por parte de la Generalidad de Cataluña. En 1994 publicó un manual de fotografía subterránea junto a Iñaki Relanzón: Fotografía del mundo subterráneo, que fue un éxito debido a la ausencia de libros sobre el tema, el libro fue traducido al catalán, y en 1998 al francés.
En 2008 publicó un blog con más de 40.000 fotografías de las diferentes cavidades que fotografió a lo largo de su vida. El 18 de septiembre de 2010, después de 62 años fotografiando cavidades, decidió retirarse por las limitaciones que tenía al realizar espeleología con su avanzada edad. Después de su retiro profesional decidió desempeñar la fotografía en 3D hasta el año 2013. Finalmente, falleció el 30 de diciembre de 2015 en Barcelona.